# Ordre des pauvres soldats du Christ
Pour les articles homonymes, voir Militia.
L'Ordre des pauvres soldats du Christ, ou Militia Templi (Militia Templi - Christi pauperum Militum Ordo), est un ordre séculier de l'Église catholique romaine, fondé en 1979, en guise d'association de nobles chevaliers du Christ.
Les constitutions nouvelles de la Militia Templi ont été approuvées le 24 juin 2015 par l'archevêque de Sienne–Colle di Val d’Elsa–Montalcino.

## Définition
L'ordre est fondé en 1979 par le comte italien Marcello Alberto Cristofani della Magione et ses constitutions sont approuvées par l'archidiocèse de Sienne en 1988, après l'examen des évêques Mario Jsmaele Castellano et Gaetano Bonicelli. Le cardinal Édouard Gagnon est nommé protecteur de l'ordre. Il est soutenu par les cardinaux Antonio Innocenti, Alfons Maria Stickler et Silvio Oddi.
La congrégation adopte une règle réactualisée de celle de l'ancien Ordre du Temple, même si elle ne prétend pas être en ligne directe avec celui-ci. La milice comporte des membres célibataires et mariés qui suivent les conseils évangéliques de pauvreté, chasteté et obéissance. Ils doivent réciter au moins une partie de l'Office divin selon le Bréviaire romain dans son édition de 1962. Le symbole des chevaliers est une croix octogonale qui représente les huit béatitudes du Christ.

## Maison Magistrale
Le siège de l'ordre se trouve au château de la Magione, une ancienne commanderie templière le long de la Via Francigena dans le bourg de Poggibonsi (Sienne) en Toscane.

## Présence dans le monde
L'organisation est présente dans plusieurs pays, dont l'Italie, le Canada, l'Autriche, l'Australie, les États-Unis, l'Espagne, la Suisse, le Royaume-Uni, l'Irlande, la Pologne, Porto Rico et la Hongrie.